# Eupogonius triangularis
Eupogonius triangularis es una especie de escarabajo longicornio del género Eupogonius, tribu Desmiphorini, subfamilia Lamiinae. Fue descrita científicamente por Linsley en 1935.

## Descripción
Mide 8-8,5 milímetros de longitud.

## Distribución
Se distribuye por México.